# Kalervo Palsa
Huugo Kalervo Palsa, född 12 mars 1947 i Kittilä, död där 4 oktober 1987, var en finländsk konstnär. Palsa bodde nästan hela sitt liv i sin hemort Kittilä. Han studerade konst i Helsingfors men trivdes inte. Hemma i Kittilä höll Palsa till och målade i en liten, kall och mörk stuga som han själv kallade Getsemane eller Luftslottet. Det var många som inte godkände Palsas konst, en del tyckte till och med verkligen illa om den. I hembyn ansåg man allmänt att Palsa var galen, trots det kunde man inte förneka att han var konstnärligt begåvad.
Kalervo Palsas motiv är mörka och dystra, inte sällan beskriver de död, sexualitet, ångest och våld.